# 文鶴競技場駅
座標: 北緯37度26分5.59秒 東経126度41分52.27秒 / 北緯37.4348861度 東経126.6978528度
文鶴競技場駅（ムンハク・キョンギジャンえき）は、大韓民国仁川広域市延寿区にある仁川交通公社1号線の駅である。駅番号は(I127)。

## 駅構造
- 相対式ホーム2面2線の地下駅。2002年のサッカー日韓W杯の会場だった仁川文鶴競技場の玄関口として、駅の改札口付近の天井は非常に高く、広々としている。普段は比較的静かであるが、最寄の文鶴野球場を本拠地とするSKワイバーンズの試合が行われる週末には、試合開始前後と終了後にはかなりの乗降客がある。

## 駅周辺
- 文鶴洞住民センター
- 文鶴情報高等学校
- 仁明女子高校
- 仁川文鶴競技場 - 駅名の由来。2002年のサッカー日韓W杯の会場として利用された。その後2011年までサッカーKリーグ仁川ユナイテッドFCの本拠地として利用された。
- 文鶴野球場 - プロ野球チームSSGランダースの本拠地。2007年から2010年まで前身のSKワイバーンズがこの駅の副駅名となっていた。
- 文鶴朴泰桓水泳場 - 2014年アジア競技大会の競泳会場として2013年開場。

## 歴史
- 1999年10月6日 - 開業。

## 隣の駅
仁川交通公社
●1号線
仁川ターミナル駅 (I126) - 文鶴競技場駅 (I127) - 仙鶴駅 (I128)